# Lunéville-i béke

A Német-római Birodalom területi veszteségei az 1801-es lunéville-e békeszerződésben

A lunéville-i béke (1801. február 9.): Franciaország és a Habsburg Birodalom által Lunéville francia városban, a Beauvau-Craon palotában megkötött különbéke a második koalíció Bonaparte Napóleon elleni háborúja idején. A Habsburg Birodalom kivált a koalícióból, elismerte az 1797-ben megkötött Campo Formió-i béke feltételeit, továbbá az újonnan alakult francia csatlós államokat, a Liguriai és a Helvét Köztársaságot.